# مد (ترانه دیوید بویی)
«مد» (انگلیسی: Fashion) ترانه‌ای از موسیقی‌دان انگلیسی دیوید بویی است که در چهاردهمین آلبوم استودیویی او، هیولاهای ترسناک (و ابروحشتناک‌ها) (۱۹۸۰) قرار دارد. این ترانه با تهیه‌کنندگی مشترک بویی و تونی ویسکانتی از فوریه تا آوریل ۱۹۸۰ در نیویورک و لندن ضبط شد و علاوه بر این، آخرین ترانهٔ تکمیل‌شدهٔ آلبوم بود. درحالی که «مد» به‌عنوان نقیضه‌ای رگی با عنوان «جامائیکا» شکل گرفت، این ترانه اثری پست-پانک، رقص و فانک است که از لحاظ ساختاری به «سال‌های طلایی» (۱۹۷۵) بویی شباهت دارد. رابرت فریپ، گیتاریست کینگ کریمسون، در ساخت ترانه مشارکت کرد.
از لحاظ اشعاری، «مد» هم به‌عنوان اهمیتی به گرایش‌های مد و هم به‌عنوان نقد بویی از افرادی عمل می‌کند که رعایت سخت‌گیرانهٔ آن گرایش‌ها را الزامی می‌کنند و به آن‌ها لقب فاشیست و «جوخهٔ گردن‌کلفت» داده می‌شود. موزیک ویدئوی همراه آن، به کارگردانی دیوید مالت، مضامین اشعار ترانه را منعکس می‌کند و در آن بویی و نوازندگانش را به‌عنوان اراذل خیابانی به تصویر می‌کشد که در میان عکس‌هایی از رقصندگان در حال تمرین و خودنمایی افراد جنبش رمانتیک نو قرار دارند. این ویدئو مانند «خاکستر به خاکستر» از سوی منتقدان تحسین شد.
«مد» که به‌وسیلهٔ آرسی‌ای رکوردز به صورت ویرایش‌شده به عنوان دومین تک‌آهنگ از آلبوم در ۲۴ اکتبر ۱۹۸۰ منتشر شد، در جدول فروش بریتانیا در رتبهٔ ۵ و در جدول ایالات متحده در رتبهٔ ۷۰ قرار گرفت. بویی این ترانه را در طول تورهای کنسرت خود اجرا کرد که در ویدیوهای کنسرت زندهٔ او ظاهر شده‌است. در دهه‌های بعد، این ترانه در فهرست بهترین ترانه‌های بویی، در آلبوم‌های گردآوری‌شده ظاهر شد و توسط چندین هنرمند بازخوانی شد.